# Chapelle Sainte-Anne du Minihic-sur-Rance
La chapelle Sainte-Anne, dite aussi chapelle Saint-Buc, est un édifice religieux à enclos, du culte catholique romain, de la commune du Minihic-sur-Rance, dans le département d’Ille-et-Vilaine en région Bretagne. Propriété de la mairie, sa sauvegarde et son animation est confiée à l'Association de la Chapelle Saint Buc, qui organise expositions, concerts et conférences en juillet-août.

## Localisation
La chapelle se trouve au nord-ouest de l'Ille-et-Vilaine, à proximité de la frontière départementale, à l'ouest de la Rance et au sud du bourg du Minihic-sur-Rance. 
Elle se situe à l'angle de la route départementale D 114 et de la rue Sainte-Anne, face au manoir de Saint-Buc.

## Historique
La chapelle était placée sous le vocable de Sainte-Anne et Saint-Joseph.
Le bâtiment actuel — une reconstruction de 1660 —, était une chapelle privée dépendant du manoir de Saint-Buc. De l'ancien bâtiment est restée la cloche datée de 1631, toujours en place dans le clocher. En 1676, Michel Lucas y fonda par testament une messe toutes les semaines. Depuis le début du XXe siècle, elle n'est plus desservie que les jours des fêtes de ses saints patrons, à la Saint Joseph (le 19 mars) et à la Sainte Anne (le 26 juillet).
En 1988, constatant le mauvais état des lieux, la municipalité rachète l'édifice et mène pendant cinq ans une campagne de restauration. 
Louis-Joseph Lebret, économiste et prêtre dominicain, enfant de la paroisse, y célébrait sa messe quotidienne lorsqu'il venait en vacances au Minihic.
La chapelle est depuis sa restauration un lieu de rencontres, d'expositions et de concerts. Elle est inscrite au titre des monuments historiques depuis le 29 décembre 1982,.
Deux pèlerinages ont lieu par an, le 19 mars jour de la fête de saint Joseph, et le 26 juillet, fête de sainte Anne, patronne des lieux.

## Architecture

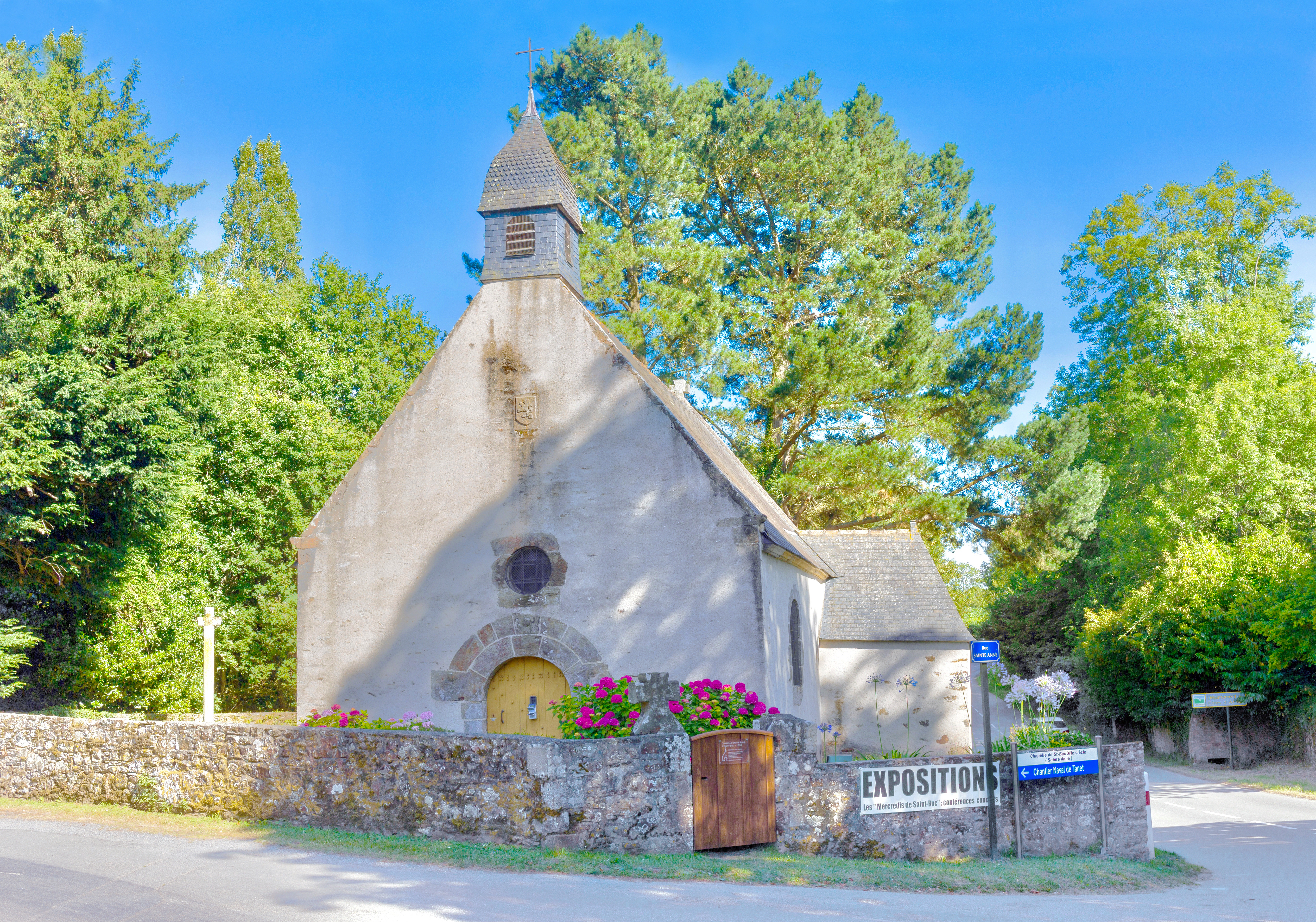
La chapelle Sainte-Anne

L'édifice de forme rectangulaire comprend une unique travée surmonté d'une voûte en carène lambrissée jadis peinte et portant le monogramme du Christ, coiffée d'un toit en dôme surmonté d'un clocheton carré recouvert d'ardoises, dit à pureaux décroissants, abritant la cloche de l'ancienne chapelle. La porte d'entrée en plein cintre ouverte dans sa façade occidentale est surmontée d'un oculus ; elle est gravée de deux graffitis anciens.

### Œuvre d'art
- Le retable date des XVIIe – XVIIIe siècles. La polychromie de ses statues est moderne. Sous sa croix, entre les rampants se trouve un décor d'albâtre représentant des cornes d'abondance. Les statues en terre cuite du retable datent du XIXe siècle.
- Saint Pierre, statue en bois, polychromie moderne, à gauche de la nef.
- Crucifix à droite  de la nef.
- Descente de Croix, XVIIe siècle, d'après Annibale Carrache (1560-1609), dont l'original est conservé à Londres à la National Gallery[6].
- Vitraux modernes du maître-verrier Louis-René Petit.

### Mobilier
- Les lambris du chœur datent de 1788. Ils furent commandés par la famille les Hay, des armateurs malouins propriétaires du château voisin.
- L'autel est en granit d'une grande finesse de grain. Sur son tombeau sont peintes des armoiries du XVIIe siècle, recouverts d'une boiserie à décor doré.
- Les stalles d'une grande simplicité, dépourvues de miséricorde, sont complétées par une table de communion à balustres et par le banc seigneurial.
- La cuve des fonts baptismaux du fond de la chapelle provient de la région de Vitré.